# أدريان سالسيدو
أدريان سالسيدو (24 أكتوبر 1994 بسانتو دومينغو في جمهورية الدومينيكان - ) هو لاعب كرة قدم دومينيكاني في مركز نصف الجناح. لعب مع نادي كونستانسيا.

## وصلات خارجية
- أدريان سالسيدو على موقع قاعدة بيانات كرة القدم.إي يو (الإنجليزية)
- أدريان سالسيدو على موقع ناشيونال فوتبول تيمز (الإنجليزية)
- أدريان سالسيدو على موقع Soccerway.com (الإنجليزية)